# Electric Circus
Electric Circus è il quinto album discografico in studio del rapper statunitense Common, pubblicato il 10 dicembre 2002.

## Tracce
1. Ferris Wheel (feat. Vinia Mojica & Marie Daulne) – 2:48
2. Soul Power – 4:38
3. Aquarius (feat. Bilal & Erykah Badu) – 4:54
4. Electric Wire Hustler Flower (feat. Sonny Sandoval) – 5:54
5. The Hustle (feat. Omar & Dart Chillz) – 4:20
6. Come Close (feat. Mary J. Blige) – 4:35 – The Neptunes
7. New Wave (feat. Lætitia Sadier) – 5:08
8. Star 69 (PS With Love) (feat. Bilal & Prince) – 5:30
9. I Got A Right Ta (feat. Pharrell) – 4:54
10. Between Me, You and Liberation (feat. Cee Lo Green) – 6:23
11. I Am Music (feat. Jill Scott) – 5:21
12. Jimi Was a Rock Star (feat. Erykah Badu) – 8:32
13. Heaven Somewhere (feat. Omar, Cee-Lo Green, Bilal, Jill Scott, Mary J. Blige, Erykah Badu & Lonnie Lynn) – 10:24